# Mont du Four
Le mont du Four (de four à pain) est une montagne surplombant le petit lac Ha! Ha!, près de Ferland-et-Boilleau, Québec, Canada. Son nom fut officialisé le 1er juin 1971.